# Kustbatterij bij Durgerdam
Kustbatterij bij Durgerdam is een vestingswerk van de Stelling van Amsterdam op het Vuurtoreneiland in het IJmeer.

## Posten van Krayenhoff
In 1809 werd op het eiland een militaire post (onder de naam Werk aan het IJ op het Vuurtoreneiland) gevestigd, als onderdeel van de Posten van Krayenhoff, die in 1844 werd uitgebouwd tot een heus vestingwerk.

## Stelling van Amsterdam
Op het eiland werd in 1883 een bomvrij gebouw en een kustbatterij aangelegd. Samen met Fort Pampus en Fort Diemerdam moest het Amsterdam verdedigen tegen aanvallen vanuit de Zuiderzee. Er waren drie geschutsplatformen en vier munitiebunkers. Elke bunker is in twee ruimten verdeeld en bestaat uit vier nissen waarin munitie werd opgeslagen. De vijf kanonnen inclusief bemanning werden echter al in 1904 verplaatst naar Den Helder. De kazerne bestaat uit 14 ruimten voor de officieren en manschappen die deels via een gang met elkaar verbonden zijn. Onder de ruimten liggen waterkelders.

## Opheffing
De status van vestingwerk werd in 1959 opgeheven; de laatste soldaten waren toen al vertrokken.